# Geetbets
Geetbets este o comună din regiunea Flandra, Belgia. Pe lângă localitatea propriu-zisă, Geetbets, comuna include și localitățile Grazen și Rummen. În 2007, comuna a avut o populație de 5.786 de locuitori.
1. ↑  Crossroad Bank of Enterprises, accesat în 26 iulie 2023